# 瑞山摩崖三尊佛像
36°26′25.8″N 126°36′18.6″E / 36.440500°N 126.605167°E
瑞山龙贤里摩崖如来三尊像，又称作瑞山摩崖石佛，位于韩国忠清南道瑞山市云山面龙贤里，雕凿于伽倻山溪谷中的峭壁上，素有“百济的微笑”之美誉，是大韩民国国宝第84号。

## 特点
瑞山摩崖雕刻的是三世佛，分别是代表过去、现在和未来的提和竭罗菩萨（燃灯佛）、释迦佛和弥勒菩萨。
处于三尊像中间的是释迦佛，面容十分饱满，弯月眉，杏仁眼，鼻子的线条浅而宽，露出慈祥的微笑，体现了百济时代的审美特征。释迦佛站立在莲花台座上，他身着厚厚的佛袍，遮住了身体的轮廓，长长的衣袍前面呈现出几道U字型的褶皱，火焰光的光背中间刻有素淡的莲花。
释迦佛右边的菩萨戴着宝冠，与本尊一样有着微胖的脸型与温和的微笑，除了两肩和颈部的饰品之外，他的上半身是袒露的，裙裾式的下衣垂至脚背。
左边的菩萨呈现出半跏思惟像，面容丰满，面带微笑。两只胳膊损坏严重，右腿搭在左腿上，左手抓住右脚裸，右手则托着下巴，显示了精湛的雕刻手艺。
根据三尊佛像的特点和细节，以及《法华经》的有关内容，学者推测这些作品在公元六世纪末、七世纪初创作而成。

## 文化意义
由其所处的地理位置推断，此地正处于泰安半岛和扶馀之间，当时是百济王朝（朝鲜半岛西南部区）通往中国东部海岸的交通路线，因此这些石像充分体现了百济与中国活跃的文化交流。

## 图集

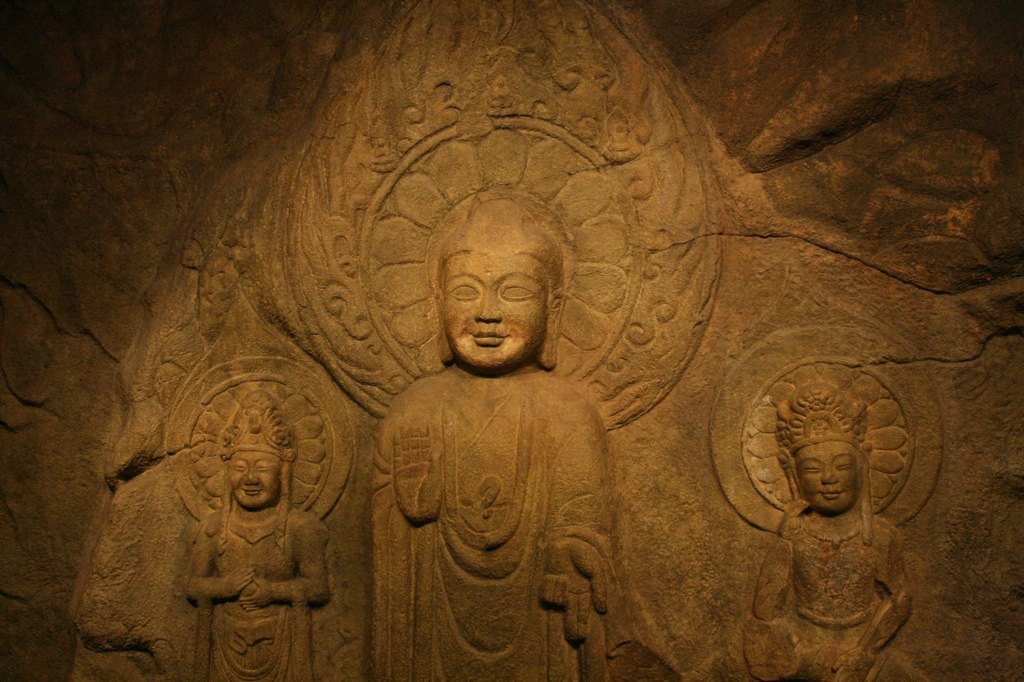
三尊佛
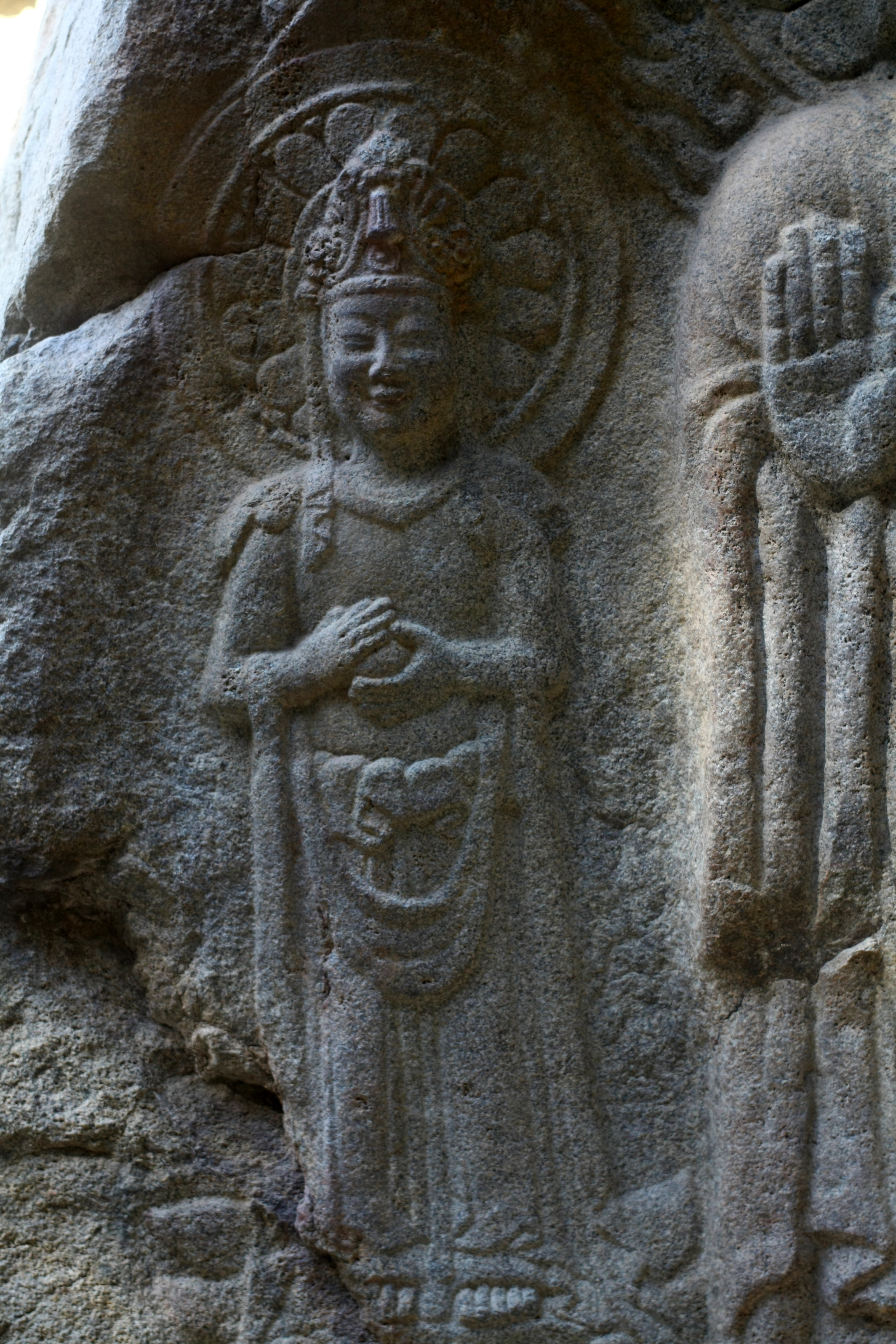
燃灯佛
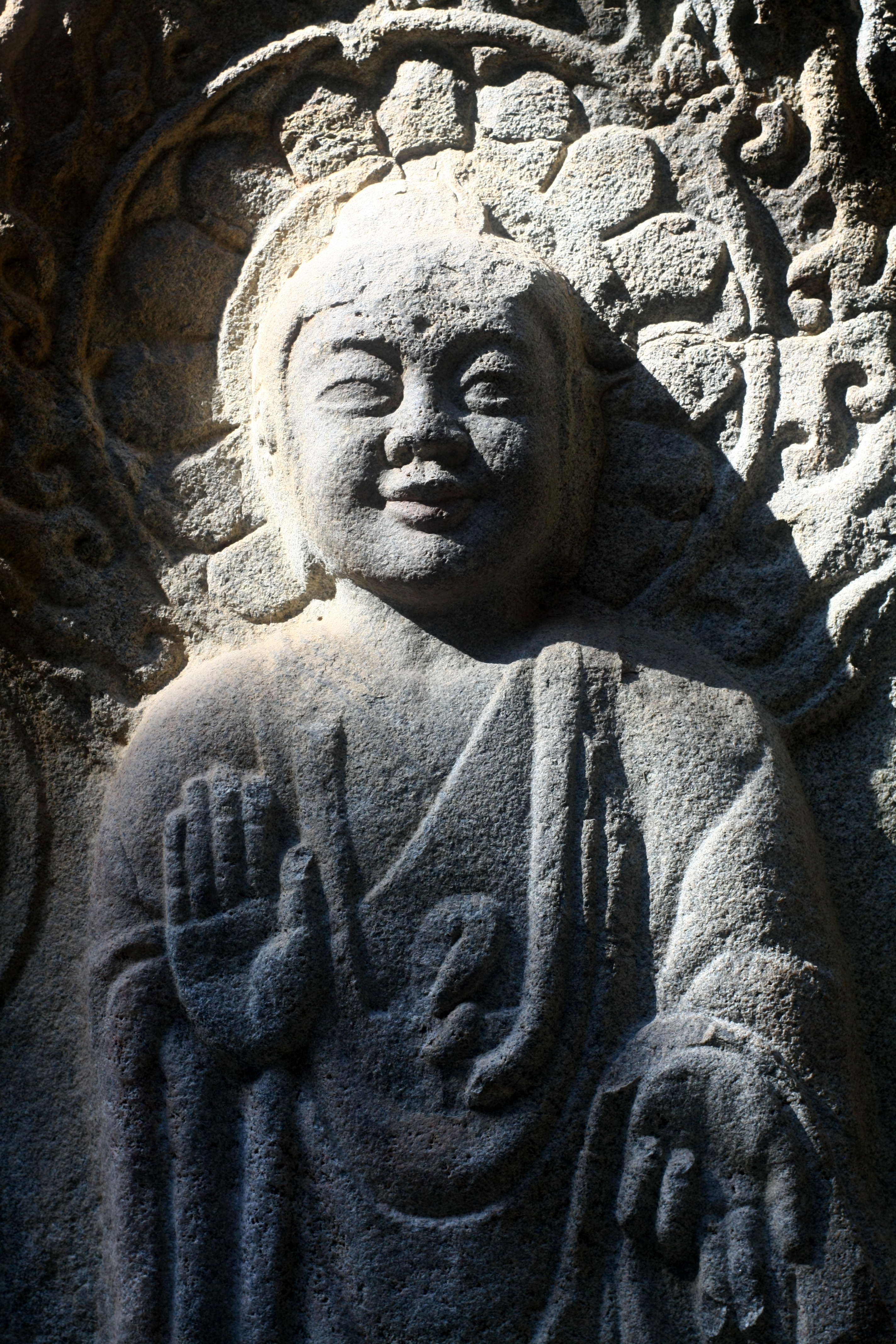
释迦佛
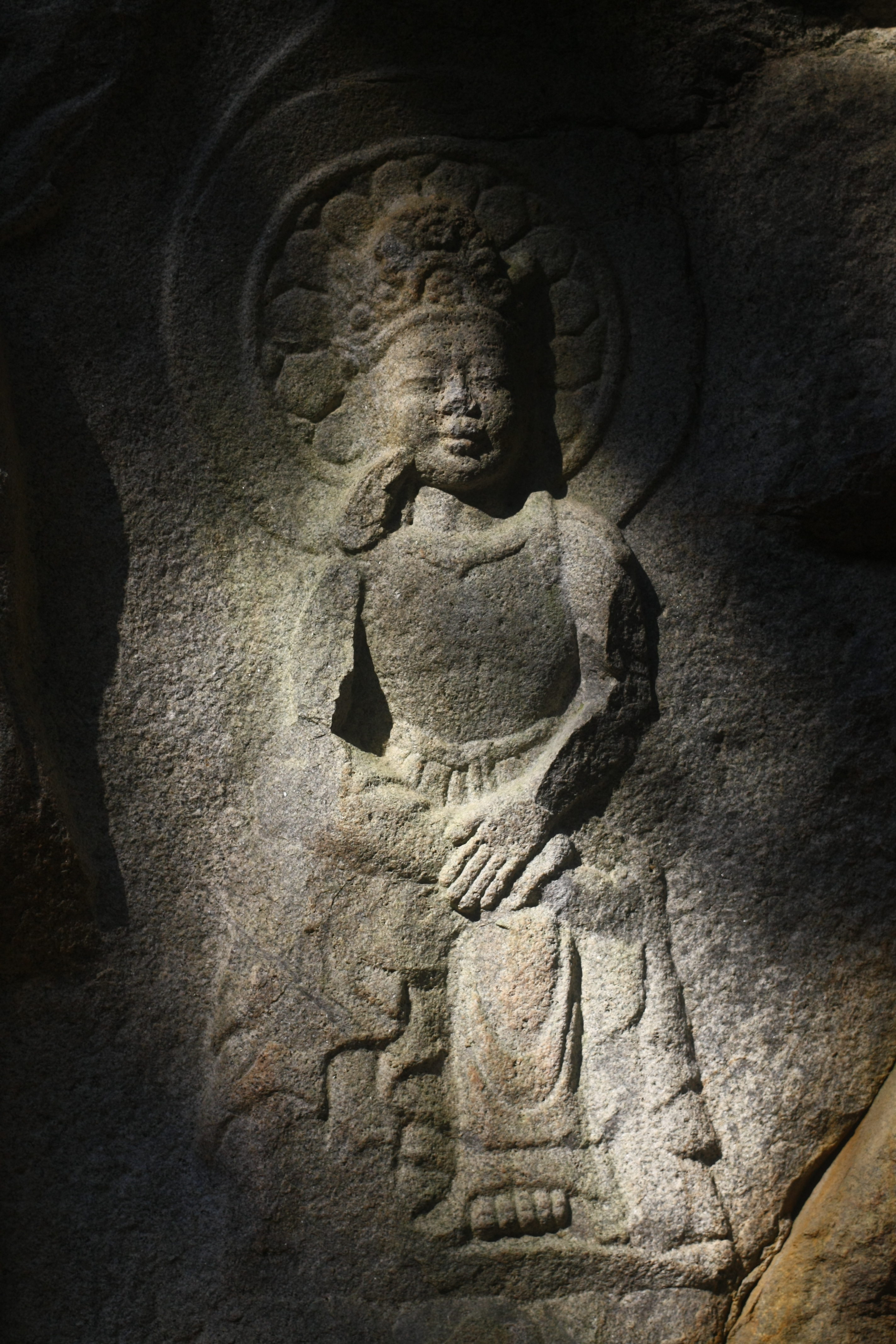
弥勒菩萨